# Чулта
Чулта — река в России, протекает в Республике Алтай. Устье реки находится в 3 км по правому берегу реки Чугуна. Длина реки составляет 18 км.
Начинается на Бийской Гриве. Течёт на юг, в низовье поворачивает на восток и на высоте 408 м над уровнем моря сливается с Чугуной.
Притоки: Весёлый, Дегтярный.

## Данные водного реестра
По данным государственного водного реестра России относится к Верхнеобскому бассейновому округу, водохозяйственный участок реки — Бия, речной подбассейн реки — Бия и Катунь. Речной бассейн реки — (Верхняя) Обь до впадения Иртыша.